# Personal Jesus
Personal Jesus este o piesă a formației britanice Depeche Mode. Piesa a apărut pe albumul Violator, în 1989.

## Track listings
1. Personal Jesus (Single Version) - 3:44

2. Dangerous - 4:20

3. Personal Jesus (Acoustic) - 3:26

4. Dangerous (Hazchemix Edit) - 3:04

5. Personal Jesus (Holier Than Thou Approach) - 5:51

6. Dangerous (Sensual Mix) - 5:24

7. Personal Jesus (Pump Mix) - 7:47

8. Personal Jesus (Telephone Stomp Mix) - 5:32

9. Dangerous (Hazchemix) - 5:34

## Musicains
1. David Gahan - lead vocals, harmonica

2. Martin Gore - chitară electrică, voce de fundal

3. Andrew Fletcher - keyboard, voce de fundal

4. Alan Wilder - keyboard, drums, voce de fundal

## Versiunea din 2011
Personal Jesus 2011 este o piesă a formației britanice Depeche Mode. Piesa a apărut pe albumul Remixes 2: 81-11, în 2011.

## Track listings
1. Personal Jesus (The Stargate Mix) - 3:57

2. Personal Jesus (Alex Metric Remix) - 5:57

3. Personal Jesus (Eric Prydz Remix) - 7:26

4. Personal Jesus (M.A.N. Remix) - 5:24

5. Personal Jesus (Sie Medway-Smith Remix) - 6:25

## Musicains
1. David Gahan - lead vocals

2. Martin Gore - keyboard, voce de fundal

3. Andrew Fletcher - keyboard

4. Stargate - keyboard, sampler, producer, mixing
1. 1 2 3 4  ISWC-Net, accesat în 22 noiembrie 2021